# Верхотур'є
Верхоту́р'є (рос. Верхотурье) — місто, центр Верхотурського міського округу Свердловської області.

## Географія
Місто розташоване на лівому березі річки Тура (притока Тоболу, басейн Іртишу), на східних схилах Середнього Уралу, в 306 км на північ від Єкатеринбурга. Залізнична станція на лінії Гороблагодатська — Сєров — Приоб'є.

## Історія

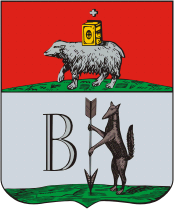
Герб 1783 року

Заснований 1597 року державною експедицією Василя Головіна і Івана Воєйкова як острог на місці існуючого раніше мансійського городища Неромкарр для захисту одного з найпопулярніших водних шляхів в Сибір: вгору по Камі до Солікамська, потім посуху та вниз по Турі в Об. Верхотур'є стало головною фортецею на шляху до Сибіру. 1600 року тут була влаштована митниця, і через місто йшли всі сибірські товари. З XVII століття була заснована державна Ямська служба на Бабіновській дорозі. Будівництво інших доріг було заборонено.
Місто сильно постраждало від пожеж 1674 і 1738 років, а його розвиток сповільнився в середині XVIII століття через скасування митниці та закриття 1763 року Верхотурського тракту.

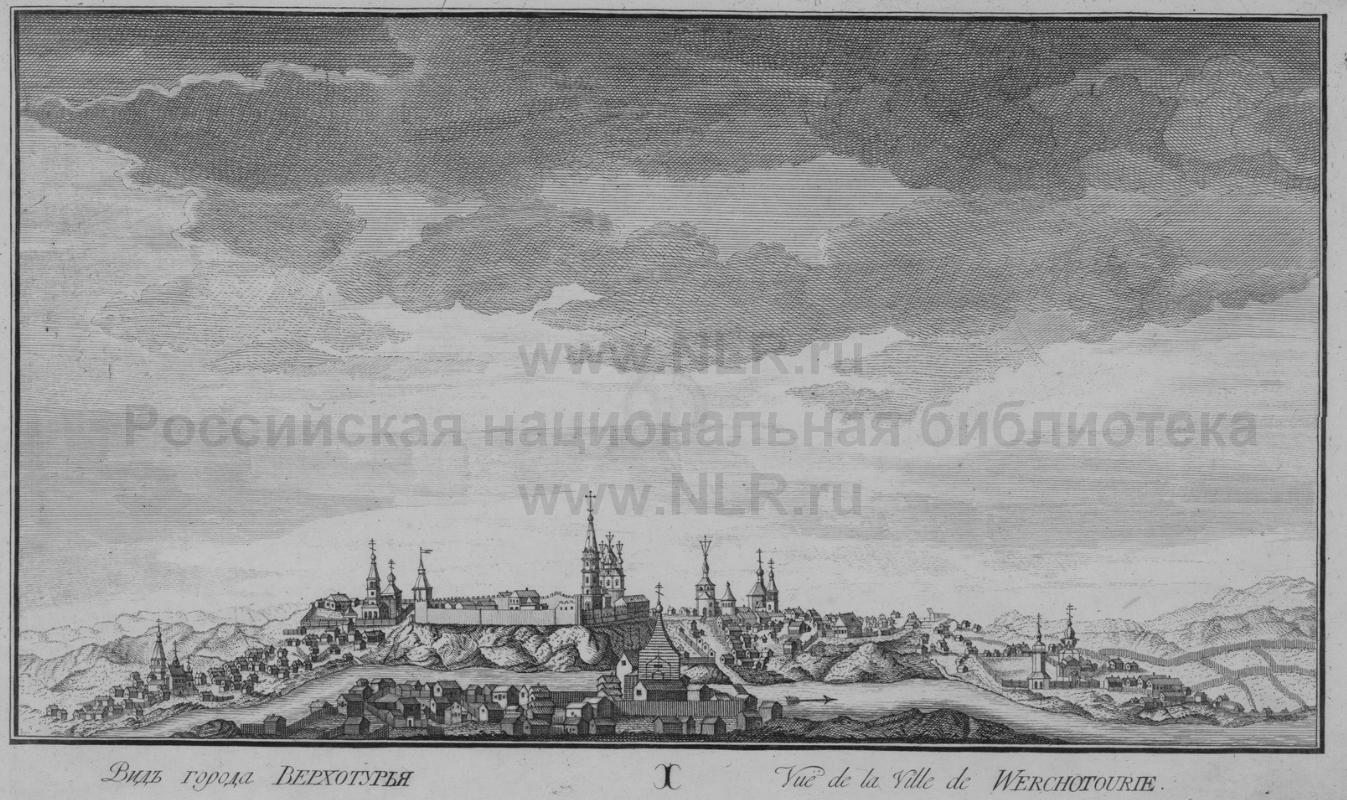
Верхотур'є в 2-й половині XVIII століття

При утворенні губерній — повітове місто в Тобольській губернії. Це був найбільший повіт в Росії — він включав практично всю населену росіянами до того часу частину Уралу, від Печори на півночі до Уфи на півдні, від Вішери і Чусової на заході до приток Іртишу на сході. З 1783 року — місто було передано в Пермське намісництво.
В XIX столітті шляхи сполучення з Сибіром зміщуються далеко на південь, і Верхотур'є втрачає торгове значення. 1906 року відкрився рух по Богословській залізниці, станція якої побудована за 8 км від міста. 1926 року місто втратило міський статус, однак його поновили 1947 року на честь 350-річчя від дня заснування. 1949 року біля міста побудована Верхотурська ГЕС.

## Пам'ятки

### Миколаївський монастир
Заснований 1604 року. Храми:
- Хрестовоздвиженський собор (1905—1913, архітектор А. Б. Турчевіч) — третя за обсягом церква Росії, поступається тільки Храму Христа Спасителя в Москві та Ісаакієвському собору в Петербурзі.
- Преображенська церква (1821 р.) в стилі класицизму з дзвіницею, яку зруйновали в 1930-і роки і відновили 1998 року.
- Симеон-Аннінська надбрамна церква (1856 р.) в традиціях давньоруської архітектури.

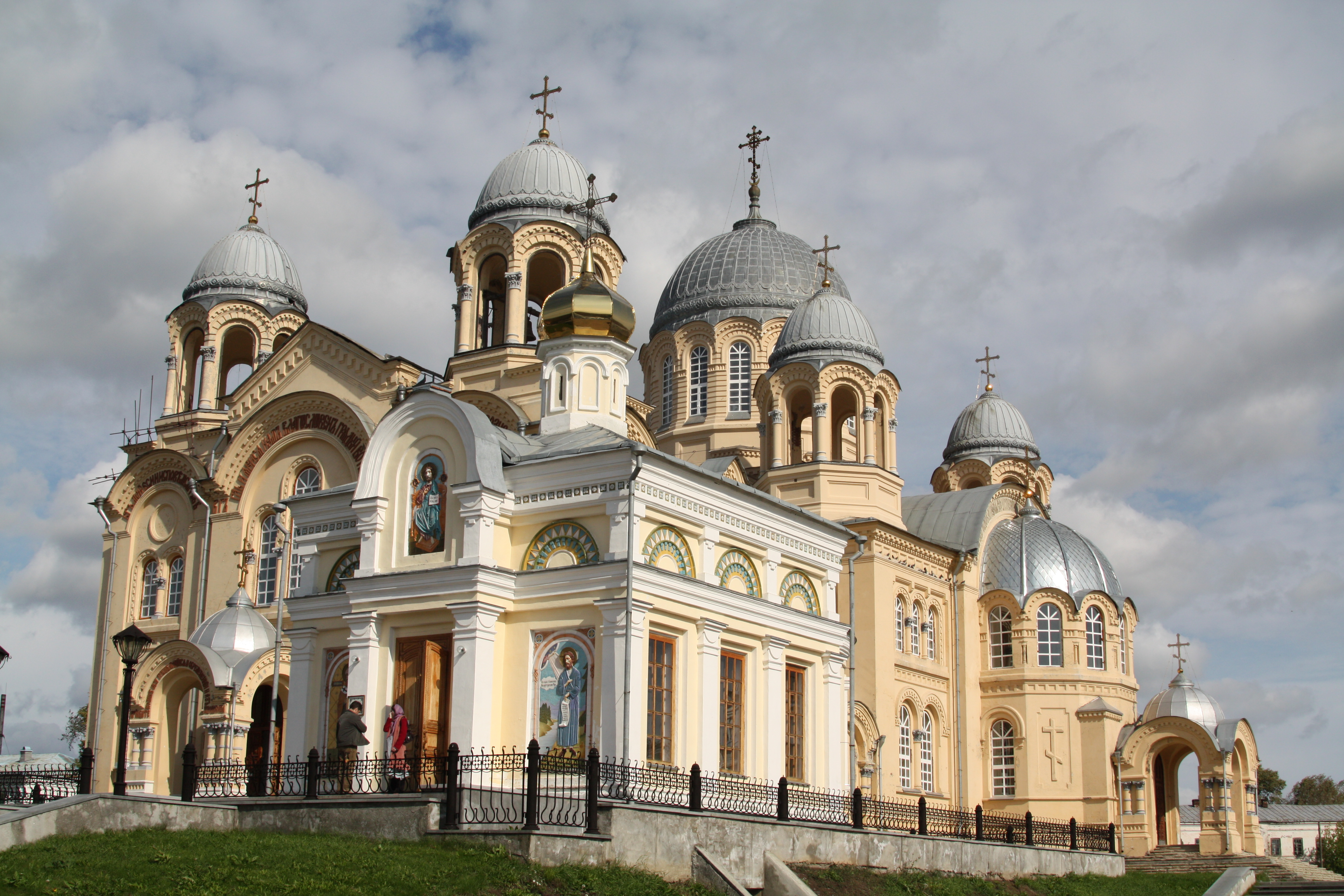
Хрестовоздвиженський собор
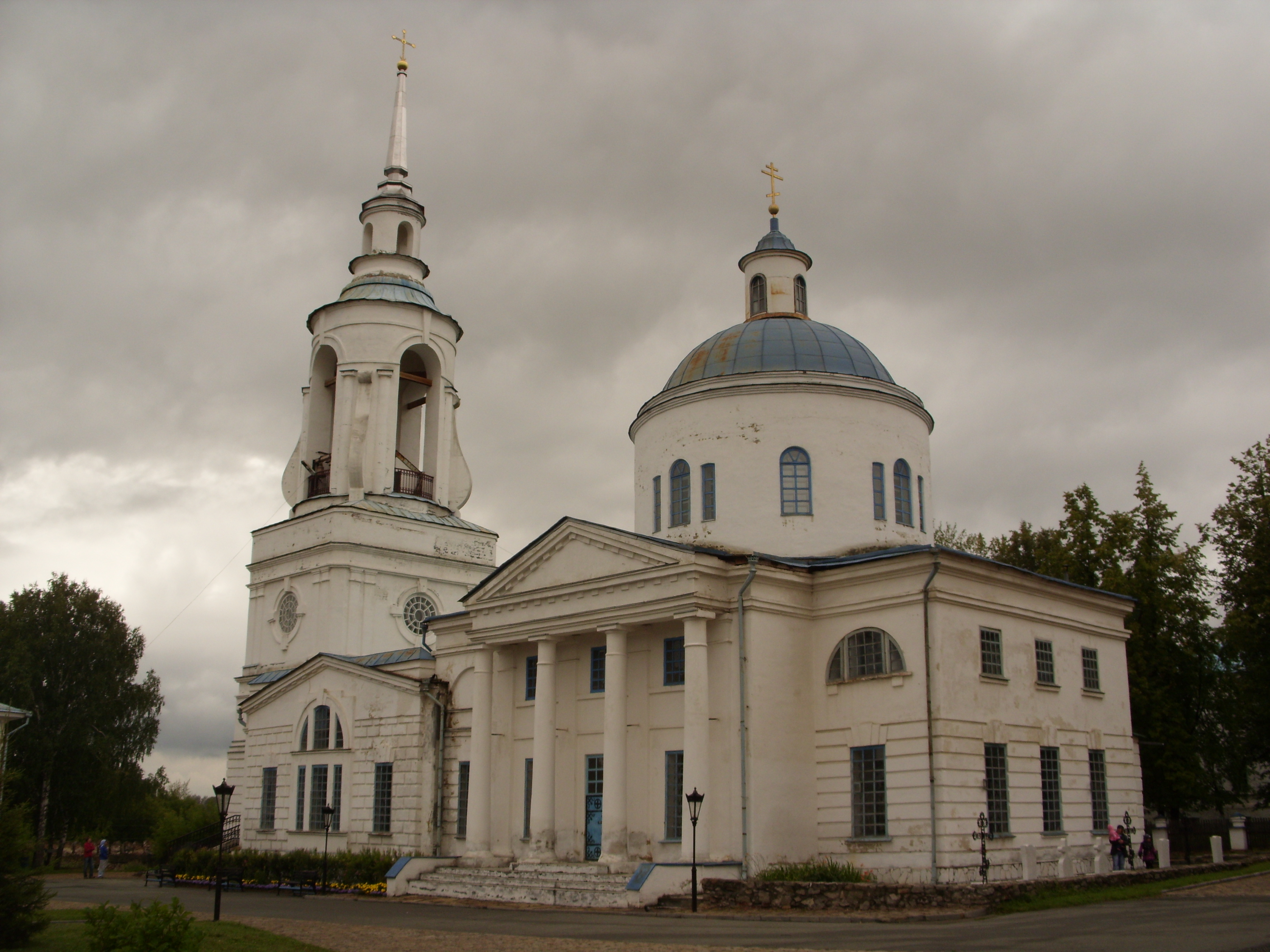
Спасо-Преображенська церква
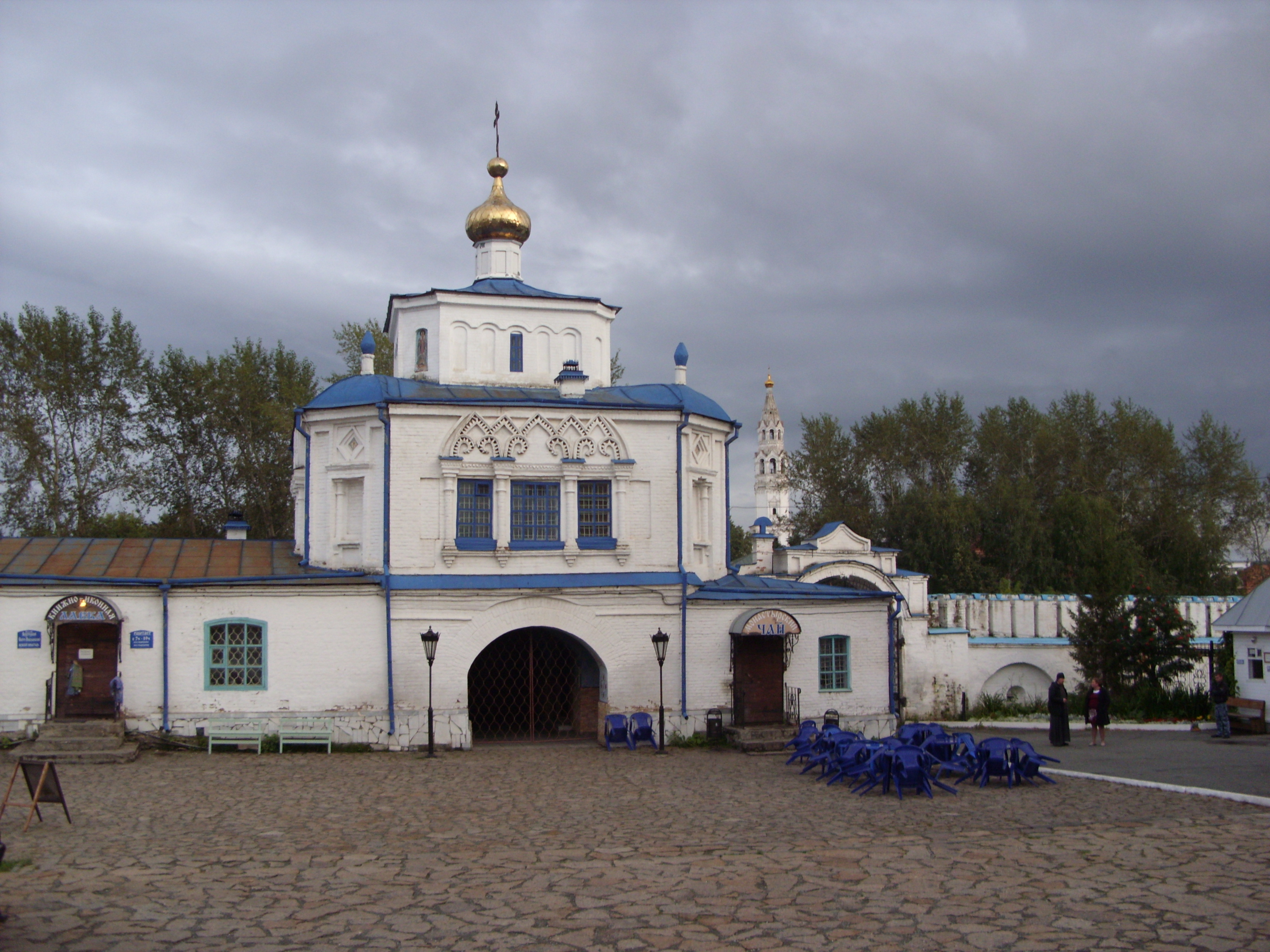
Надбрамна церква Симеона й Анни
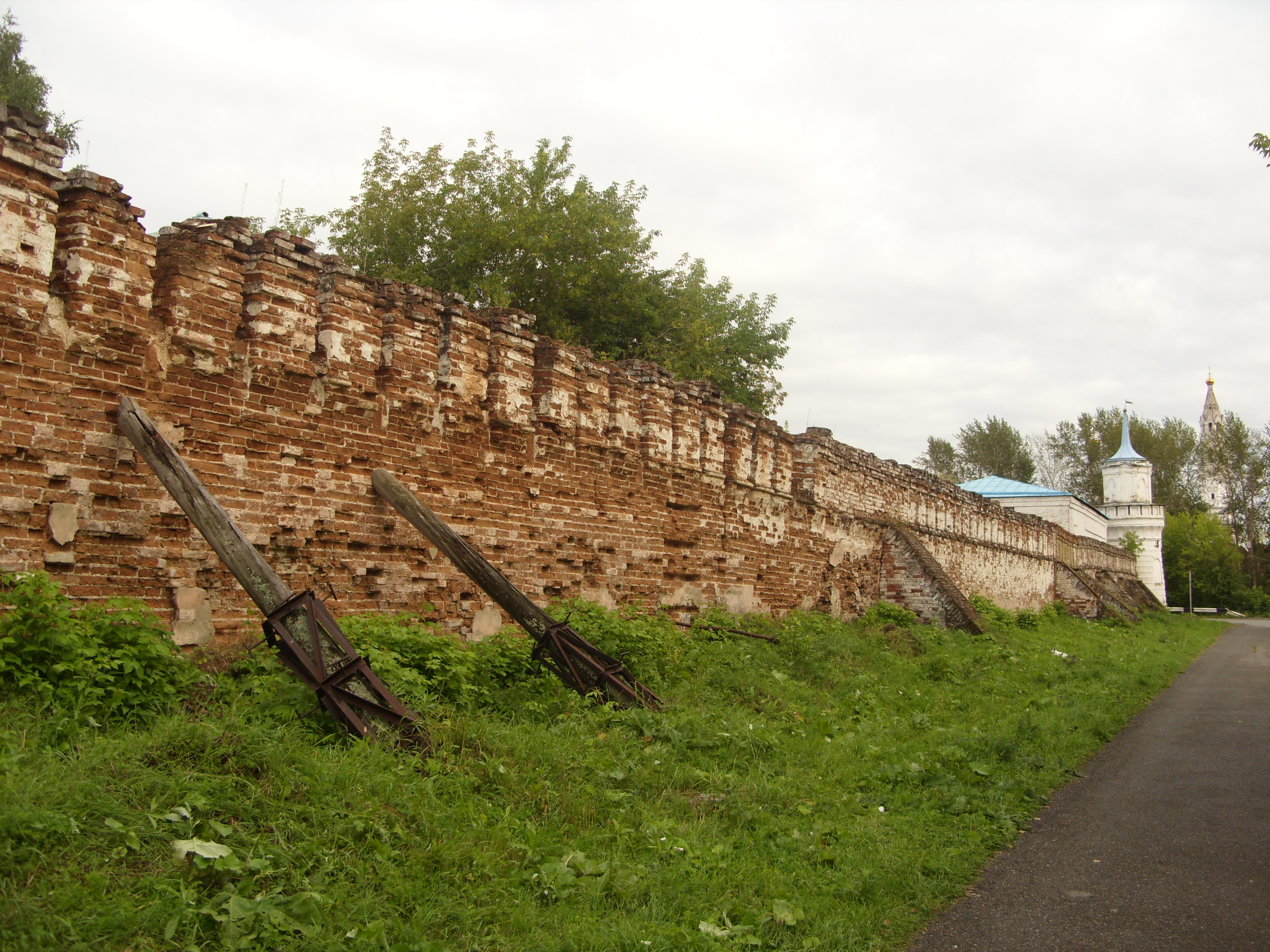
Західна стіна Миколаївського монастиря
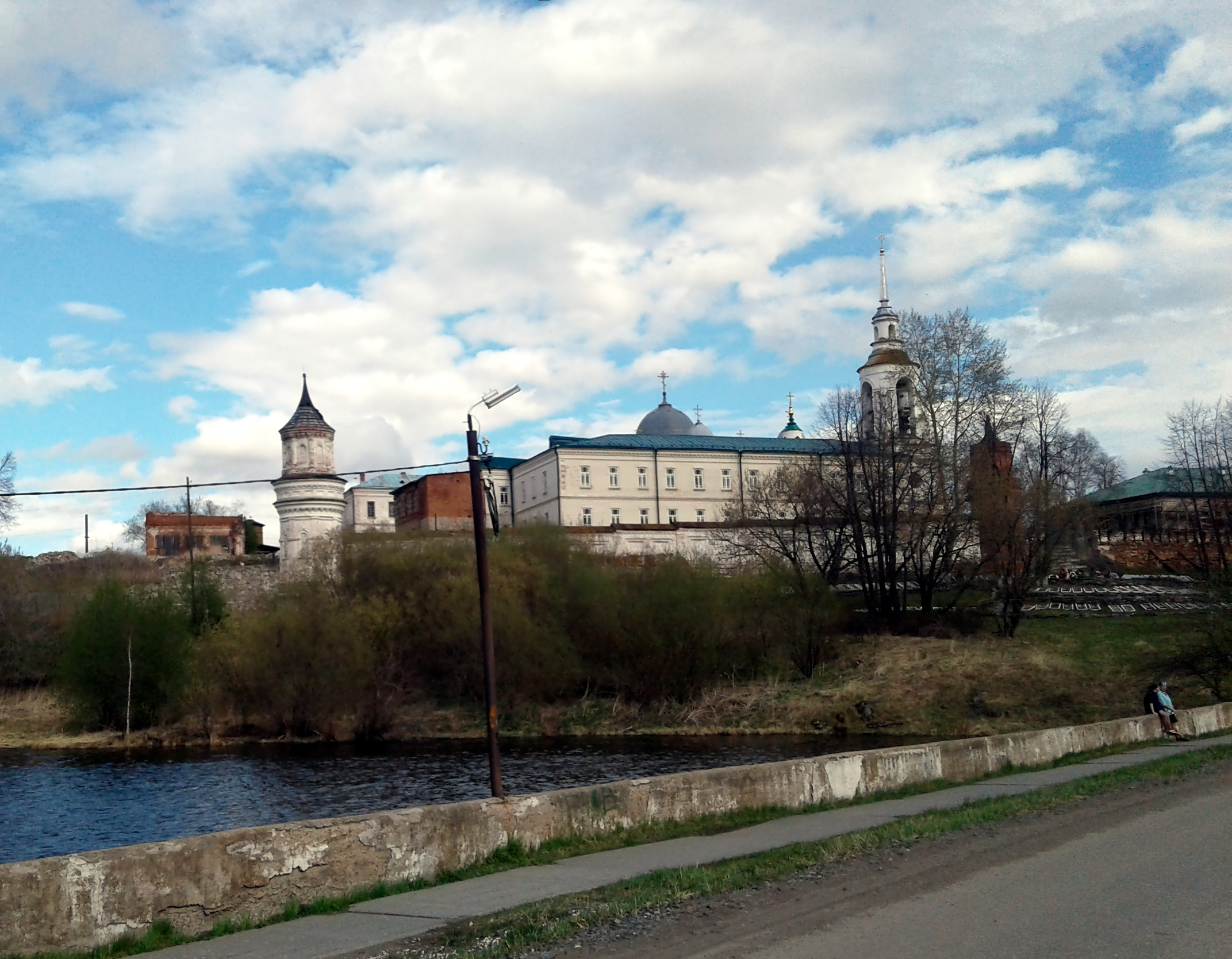
Верхотурський Миколаївський монастир

### Покровський монастир
Заснований в 1621 році архієпископом Сибірським Кіпріаном — перший жіночий монастир за Уралом. Завдяки пожертвам Максима Походяшіна побудовані церкви Покрова Богородиці (1744—1753 рр.) та Різдва Іоанна Предтечі (1768 р.). Закритий 1782 року. Відновлений 1896 року. У зв'язку з тим, що храми, які раніше належали обителі, на той час були парафіяльними, у 1898—1902 рр. побудована Ново-Покровська церква. Закритий 1926 року. Монастир був повернений віруючим 1991 року.

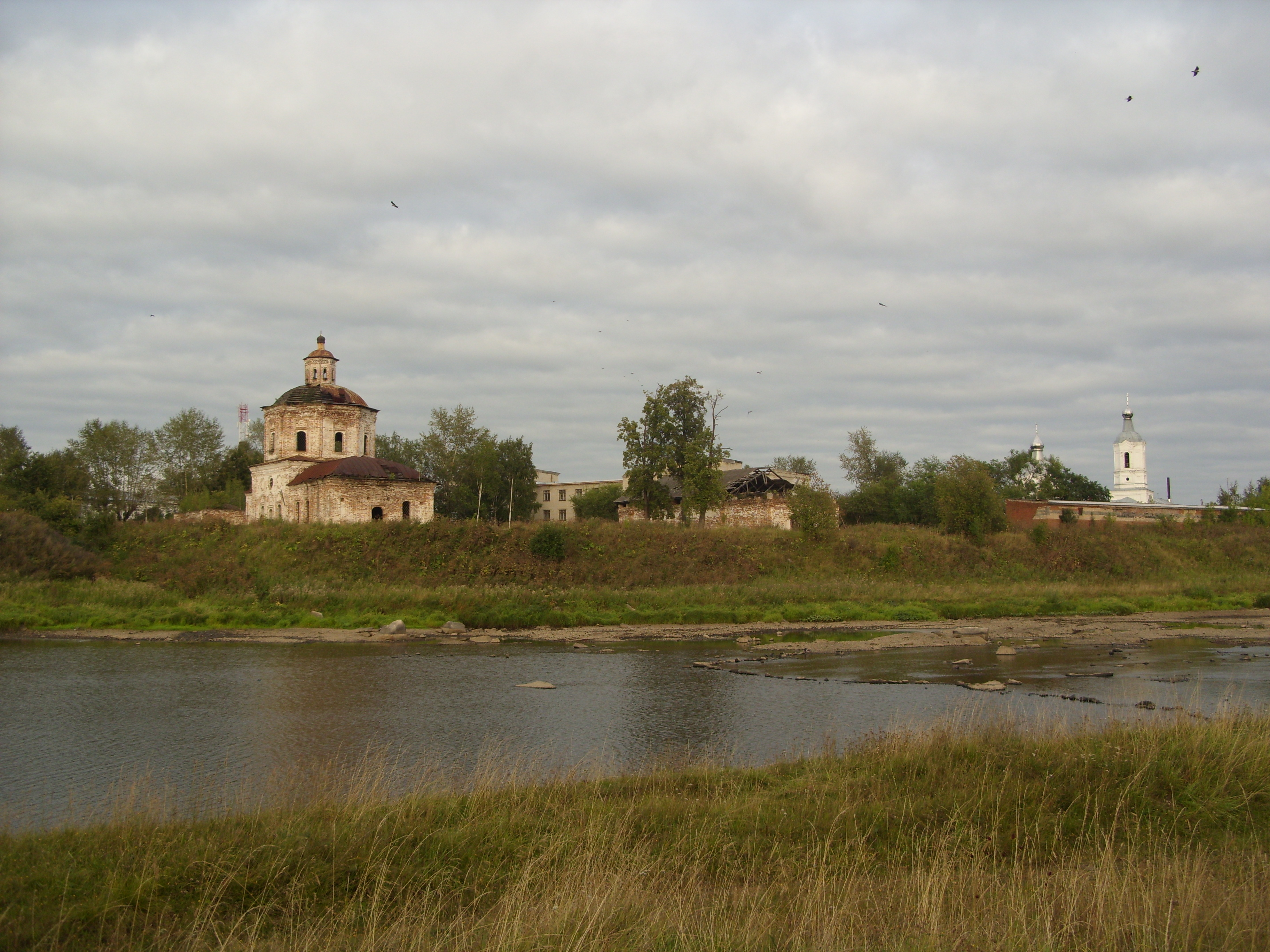
Вид на Покровський монастир з протилежного берега Тури
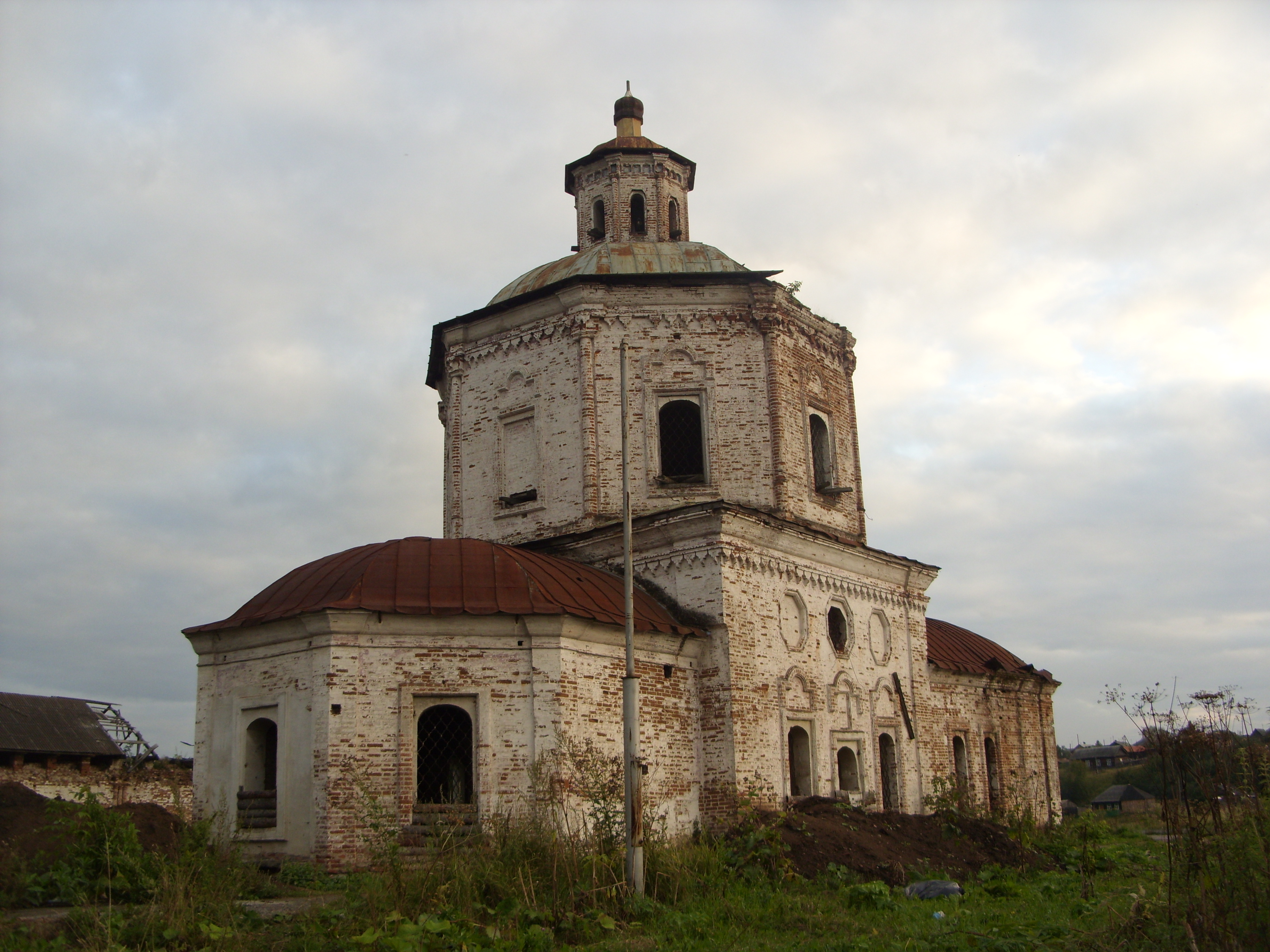
Стара Покровська церква
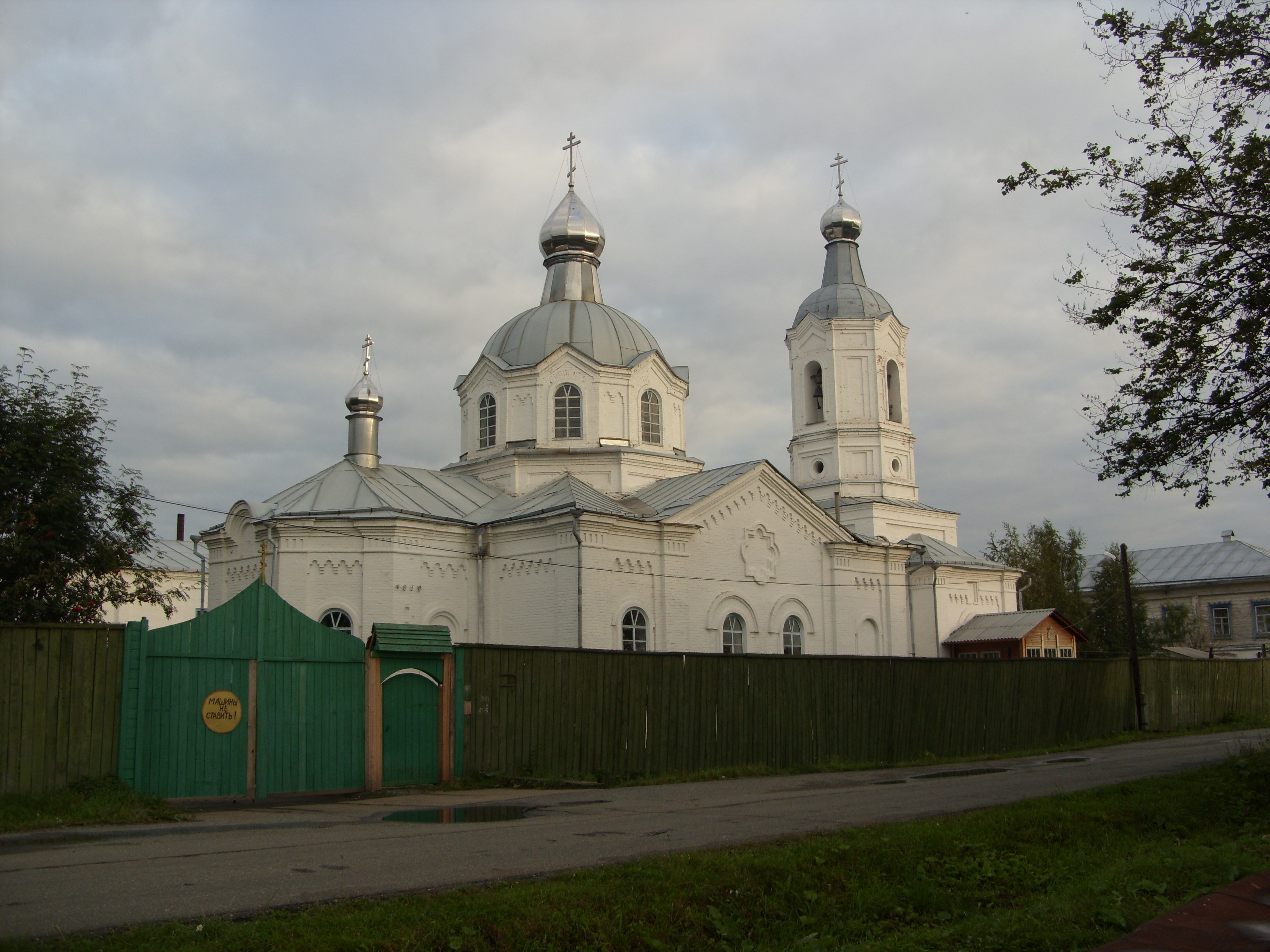
Ново-Покровська церква
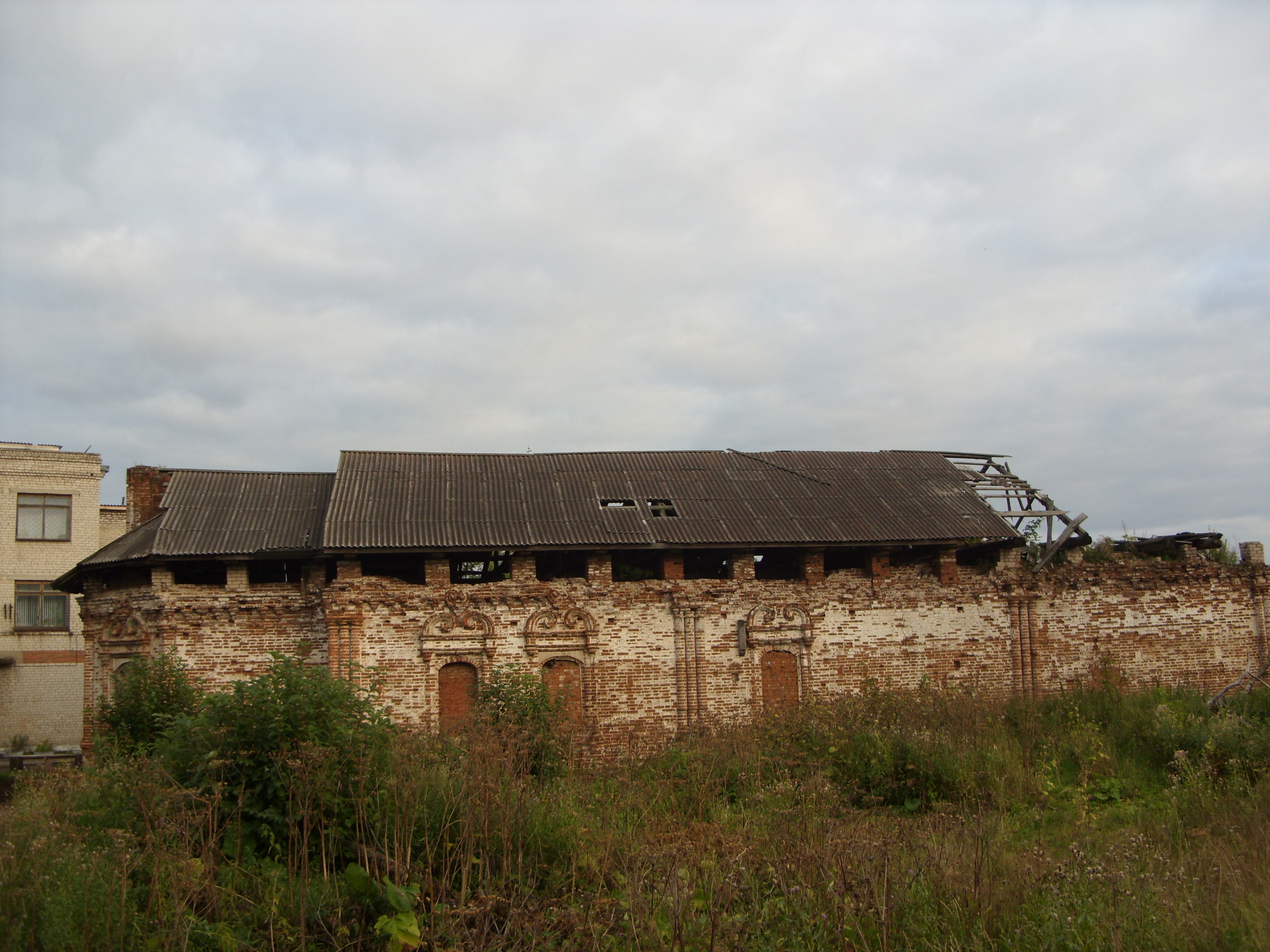
Церква Іоанна Предтечі

### Кремль
Кремль Верхотур'я — найменший в Росії. Троїцький собор побудований в 1703—1709 рр. 1777 року на дзвіниці встановлено годинник.

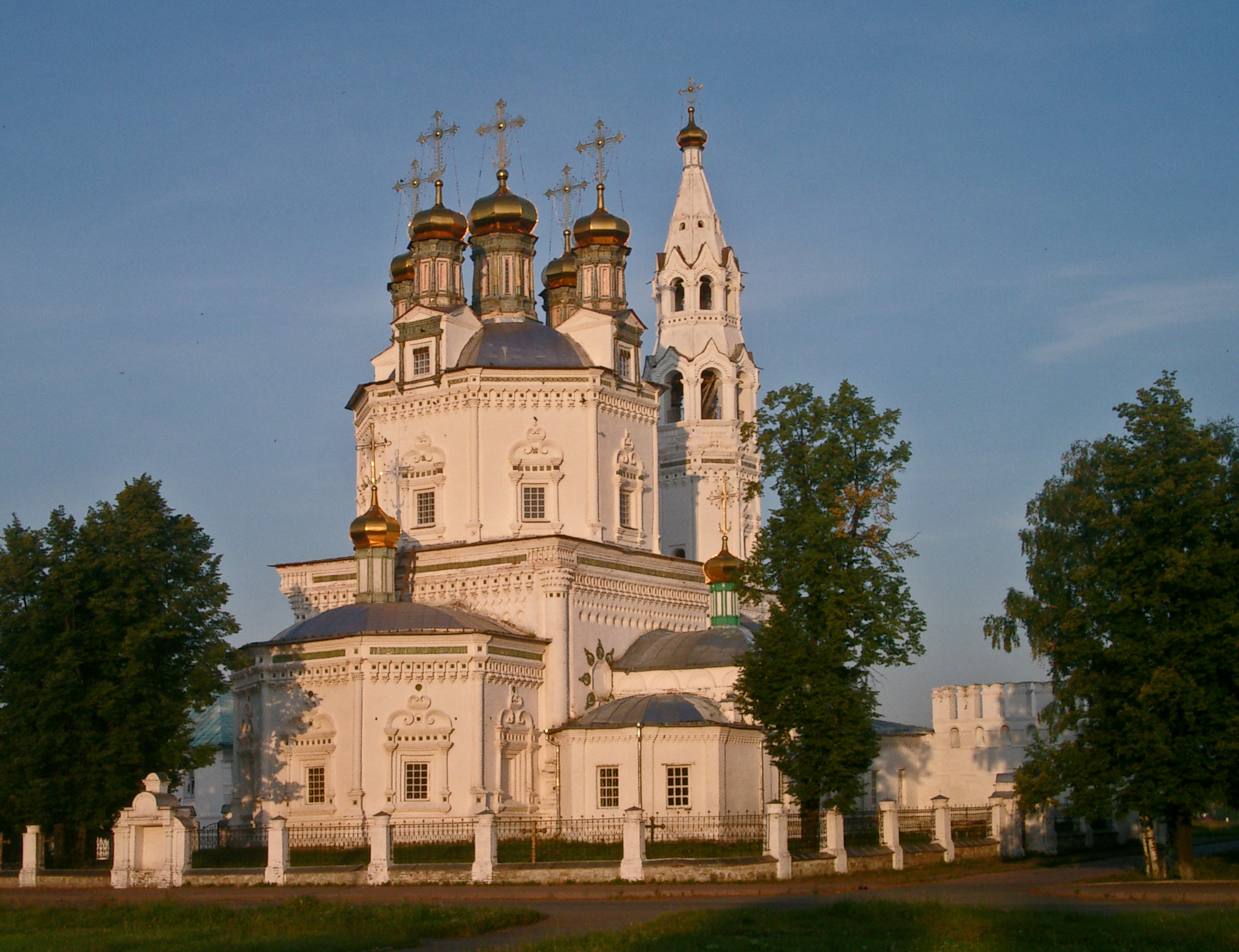
Троїцький собор
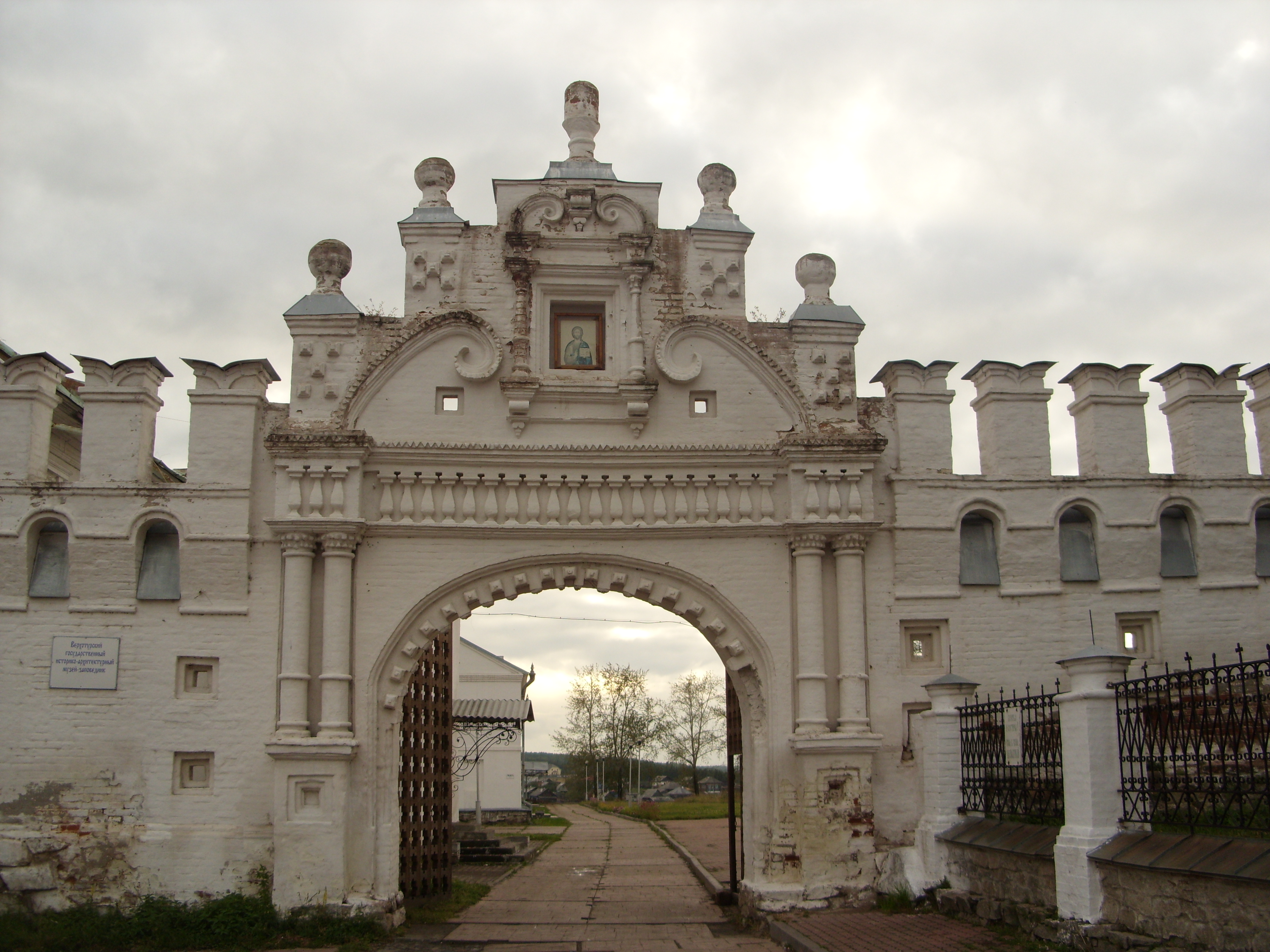
Північні ворота
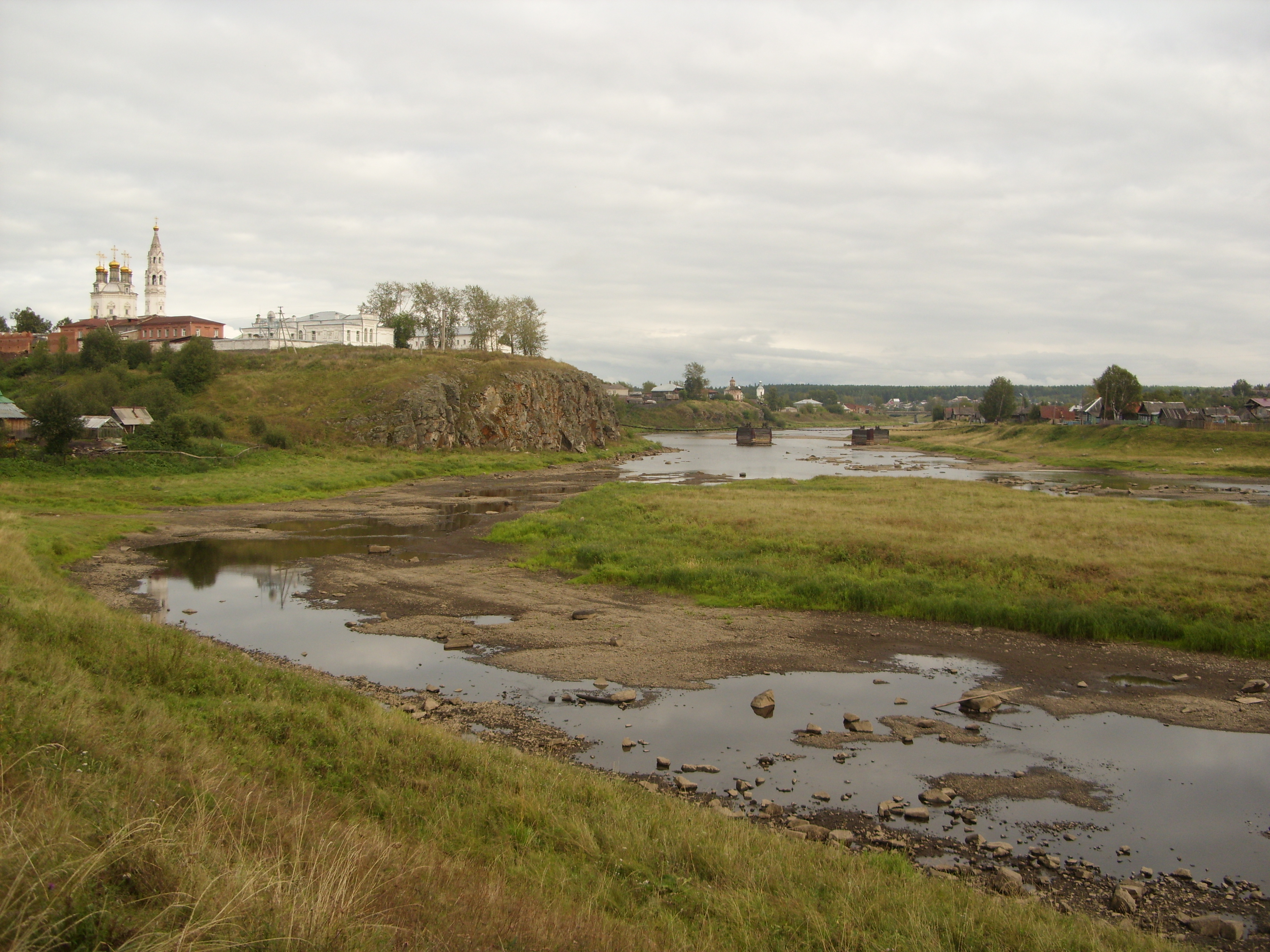
Вид на Туру і Троїцький камінь
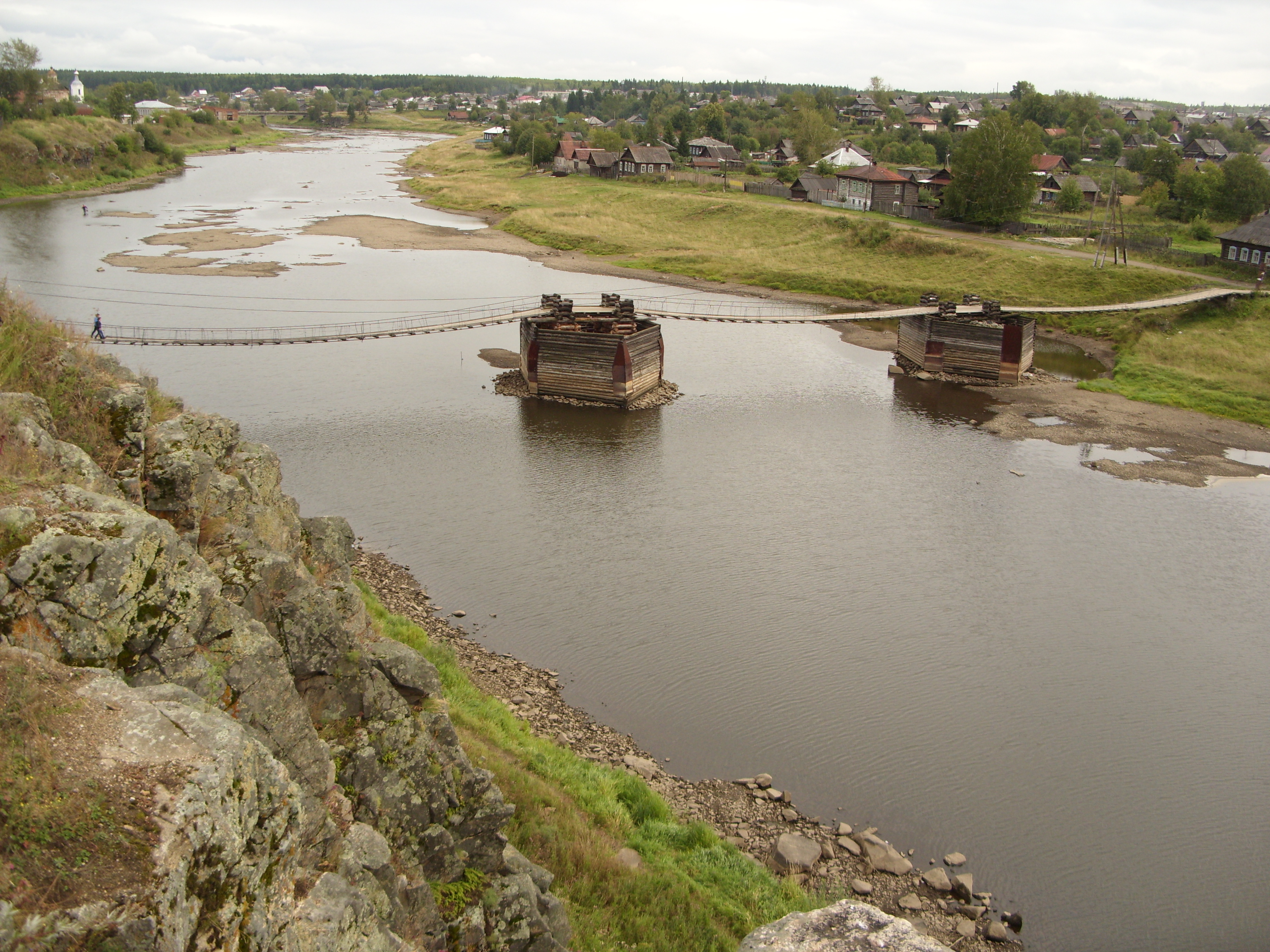
Міст через Туру

## Населення
Населення — 8820 осіб (2010, 7815 у 2002).

## Відомі особистості
В поселенні народився:
- Живагін Ігор Федорович (1950—1997) — український поет.